# وحيدة ماغلاليتش
وحيدة ماغلاليتش (باللغة الصربية الكرواتية: الكتابة اللاتينية: Vahida Maglajlić؛ الكتابة السيريلية: Вахида Маглајлић) (مواليد 17 نيسان/أبريل 1907، بانيا لوكا، توفيت في 1 نيسان/أبريل 1943، مالا كروبسكا روييشكا [الصربية]) هي فدائية صربية في فترة حرب التحرير الشعبية في يوغوسلافيا وبطلة شعبية يوغوسلافية، وهي المسلمة البوسنية الوحيدة التي حازت على لقب البطل الشعبي.
ولدت وحيدة في أسرة قاضي مدينة بانيا لوكا وأكملت دراستها الثانوية، ولكنها لم تتابع الدراسة الجامعية بسبب رفض والدها ذلك. وكانت بين الحربين العالميتين من دعاة حقوق المرأة في يوغوسلافيا، وبعد غزو يوغسلافيا من قبل القوات النازية التحقت بالفدائيين في أيار/مايو 1941. وبفضل مرتبتها الاجتماعية نجحت في إخفاء الفدائيين عدة أشهر حتى اعتقلتها وسجنتها السلطات. هربت من السجن بعد عدة أشهر من التعذيب وعادت إلى الفدائيين.
كانت وحيدة شخصية سياسية بارزة في البوسنة، ومن قادة الفدائيين. قضت في معركة مع القوات الألمانية في الأول من نيسان/أبريل 1943 قرب بلدة مالي كروبسكي روييشكي.
بعد انتهاء الحرب نقلت رفاتها إلى مقبرة الفدائيين في بانيا لوكا، وفي سنة 1951 تم منحها وسام البطل الشعبي.
استخدمت منشورات تحمل صورتها في دعوة منظمة تحرير فلسطين لحمل النساء على الالتحاق بالمقاومة.